# ICE (xifratge)
En criptografia ICE (Information Concealment Engine) (Motor d'Encobriment d'Informació) és un sistema de xifratge per blocs publicat per Kwan el 1997. L'algorisme és similar en estructura a DES, però amb l'addició d'una permutació de bits dependent de la clau en la funció rodona. La permutació de bits dependent de la clau s'implementa eficientment en programari. L'algorisme ICE no està subjecte a patents, i el codi font s'ha posat en domini públic.
L'ICE és una Xarxa de Feistel amb una longitud de bloc de 64 bits. L'algorisme ICE estàndard pren una clau de 64 bits i té 16 rondes. Una variant ràpida Thin-ICE, fa servir només 8 rondes. Una variant oberta Ice-n, fa servir 16n rondes amb una clau de 64n bis.
Van Rompay. et al (1998) varen intentar aplicar criptoanàlisi diferencial a ICE. Van descriure un atac contra Thin-ICE que recobra la clau secreta fent servir 223 textos clars escollits amb una probabilitat d'èxit d'un 25%. Si es fan servir 227 textos clars escollits, la probabilitat es pot millorar a un 95%. Per a la versió estàndard d'ICE, es va trobar un atac contra 15 de les 16 rondes que exigeix un treball de 256 i com a màxim 256 textos clars escollits.